# Ostedes laterifusca
Ostedes laterifusca là một loài bọ cánh cứng trong họ Cerambycidae.